# Союз ТМА-17М
«Союз ТМА-17М» — российский пассажирский транспортный пилотируемый космический корабль, на котором был осуществлён полёт к Международной космической станции, начавшийся 23 июля 2015 года в 00 часов 03 минуты по московскому времени, во время которого на МКС доставлены три участника экспедиции МКС-44/45. Это 124-й пилотируемый полёт корабля типа «Союз», начиная с первого полёта в 1967 году.

## Экипаж
| Космонавт       | Должность        | # полёта        | Корпорация      |                 |                 |                 |
| Основной экипаж | Основной экипаж  | Основной экипаж | Основной экипаж | Основной экипаж | Основной экипаж | Основной экипаж |
| --------------- | ---------------- | --------------- | --------------- | --------------- | --------------- | --------------- |
| Олег Кононенко  | Командир экипажа | 3               | Роскосмос       |                 |                 |                 |
| Кимия Юи        | Бортинженер-1    | 1               | JAXA            |                 |                 |                 |
| Челл Линдгрен   | Бортинженер-2    | 1               | НАСА            |                 |                 |                 |
| Дублёры         |                  |                 |                 |                 |                 |                 |
| Юрий Маленченко | Командир экипажа | 6               | Роскосмос       |                 |                 |                 |
| Тимоти Пик      | Бортинженер-1    | 1               | ЕКА             |                 |                 |                 |
| Тимоти Копра    | Бортинженер-2    | 2               | НАСА            |                 |                 |                 |

## История
Запуск корабля был запланирован на 26 мая 2015 года. Однако после ряда неудачных запусков российских ракет-носителей весной 2015 года было принято решение перенести запуск Союз ТМА-17М на 23 июля 2015 года.
В начале июля 2015 года основной экипаж МКС 51/52 приступил к подготовке в Центре подготовки космонавтов имени Ю. А. Гагарина к космическому полёту.
Для приёма предстоящей миссии 10 июля орбиту МКС увеличили на 2,1 км.
22 июля 2015 года в 21:03 UTC (23 июля в 00:03 по MSK) с космодрома Байконур стартовала ракета-носитель «Союз-ФГ», которая вывела на орбиту корабль «Союз ТМА-17М». Подлёт к МКС был выполнен по короткой шестичасовой схеме. Отмечалось, что после выведения на орбиту у корабля не раскрылась одна из двух панелей солнечных батарей. Стыковка проводилась в автоматическом режиме с нераскрытой левой панелью. В процессе стыковки к МКС космонавты сообщили об успешном раскрытии панели.
Расстыковка с модулем «Звезда» состоялась 11 декабря в 12:49 мск, а приземление корабля «Союз ТМА-17М» в составе экипажа Кононенко, Юи, Линдгрен произошло 11 декабря 2015 года в 16:18 мск.

## Галерея

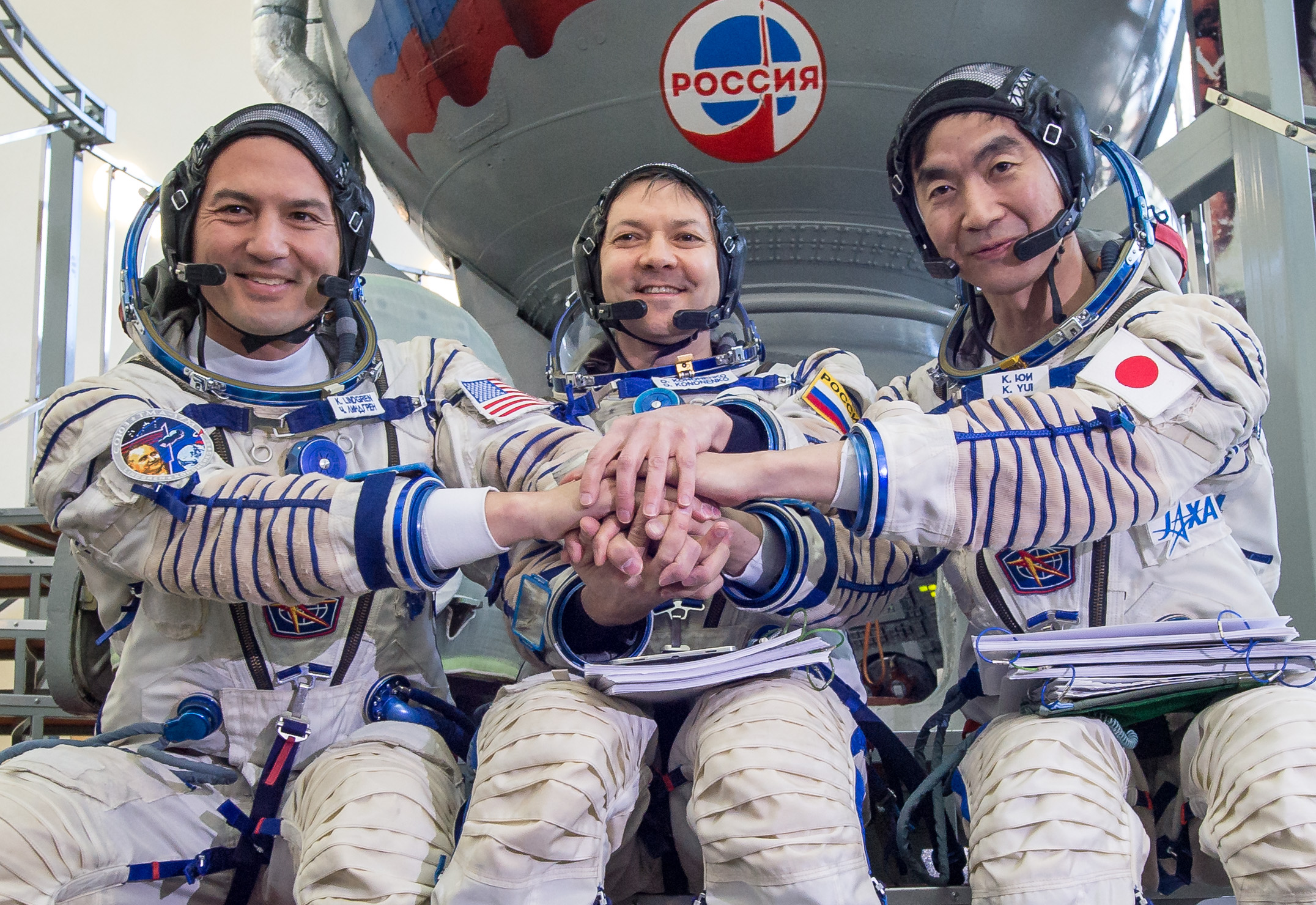
Экипаж «Союз ТМА-17М» сдаёт экзамены
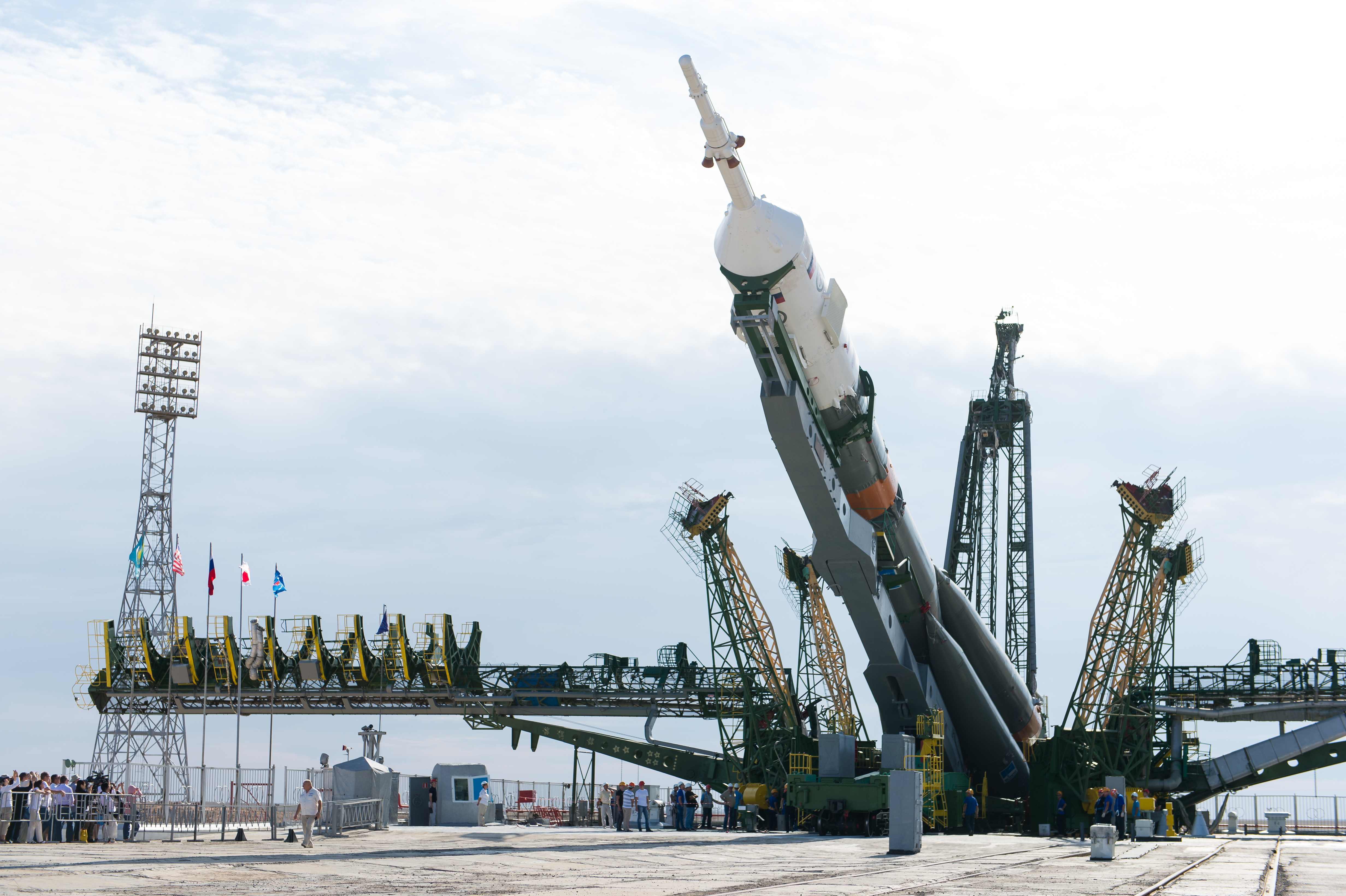
Ракета готовится к старту
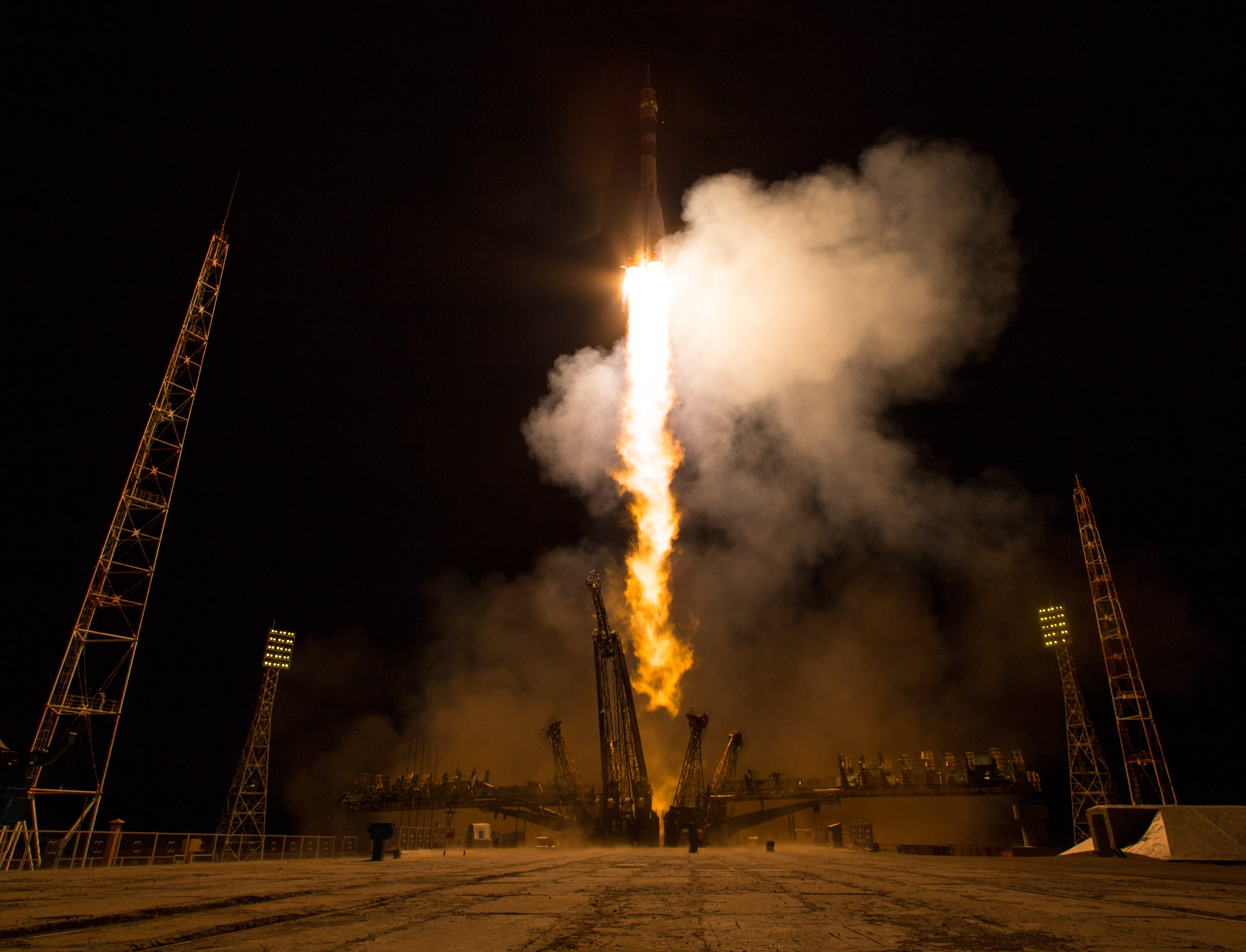
Запуск 23 июля 2015 года
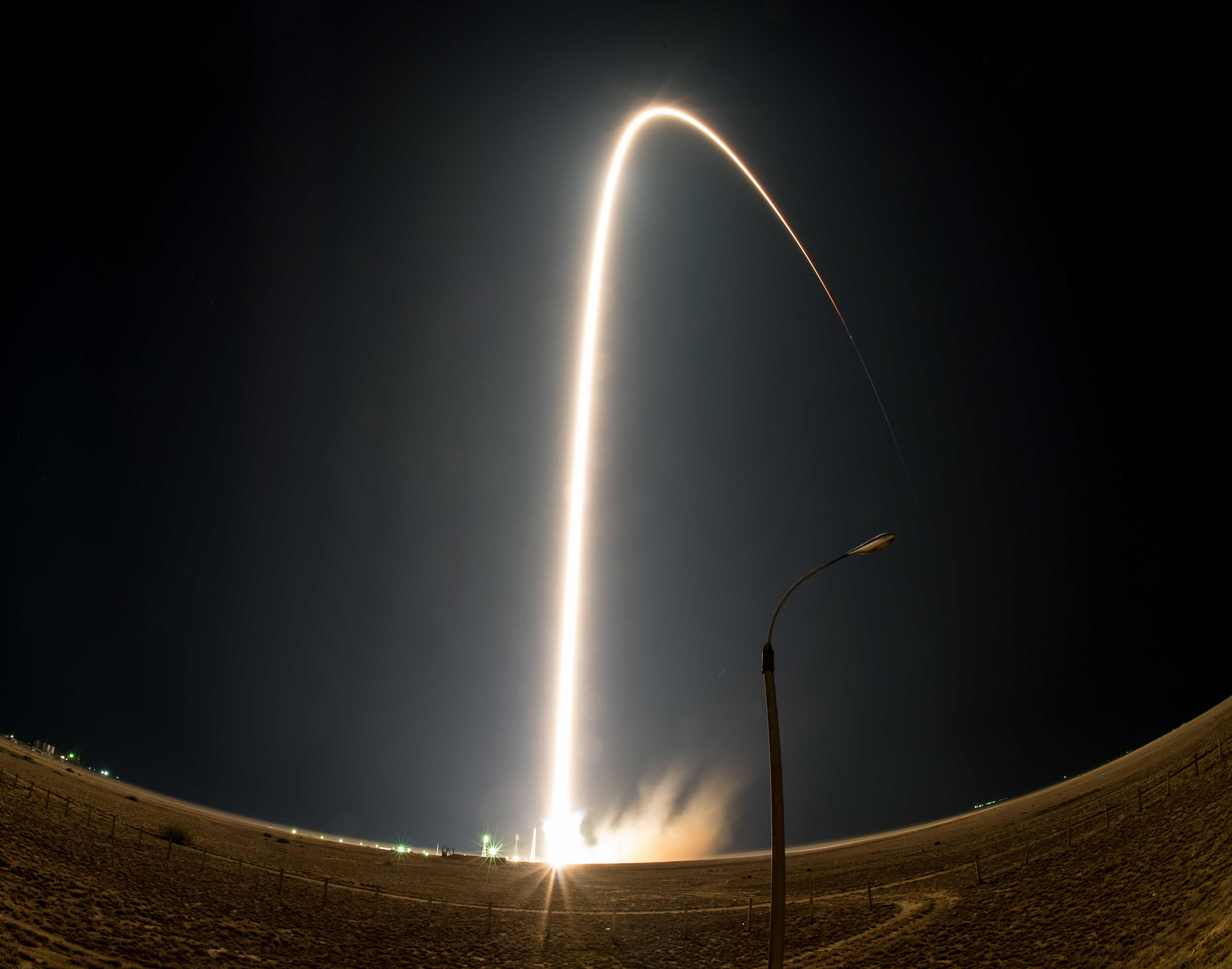
240 секунд — полёт нормальный
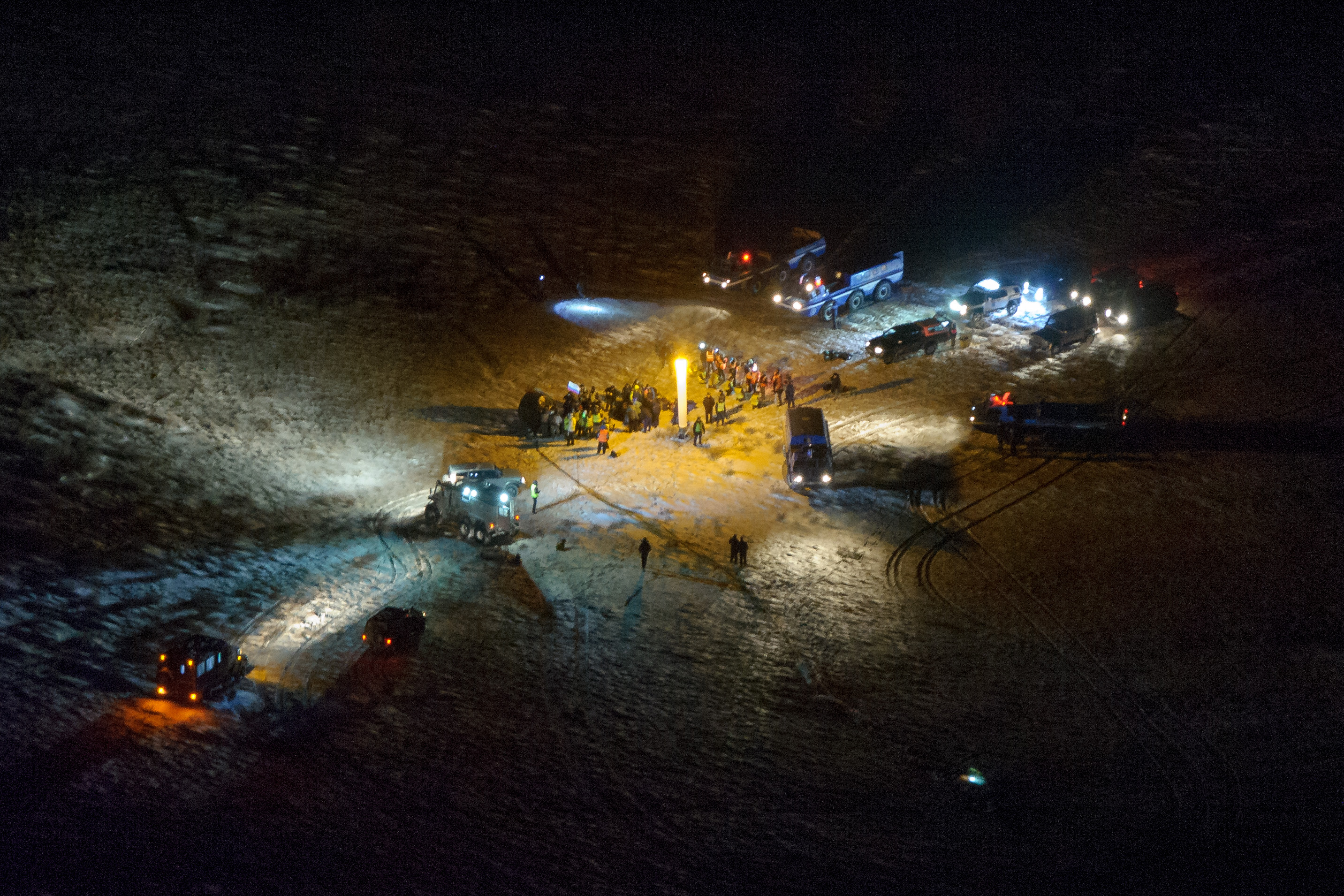
Возвращение на Землю 11 декабря 2015 года